# Дмитрий Ананко
Дмитрий Ананко бивш е руски футболист, защитник. Деветкратен шампион на Русия със Спартак (Москва).

## Кариера
Възпитаник е на спортния интернат в Ростов. През 1990 подписва със Спартак Москва. Там играе цели 12 сезона, като в 9 от тях е шампион на страната. В 1995 е взет под наем от Ростселмаш, за който изиграва 12 срещи. Дмитрий е основен защитник в състава на „червено-белите“. През 1998 е номер 3 в списък 33 най-добри, а през 2000 – номер 2. През 2001 изиграва мач за националния тим на Русия. Той влиза на полувремето в контрола срещу Гърция. Също така завършва и треньорска школа. През 2002 е купен от френския Аячо. Руснакът изиграва 18 срещи там. През 2003 е взет в Торпедо-Металург, като в същото време е и спортен директор на отбора. Завършва кариерата си в Лукойл (Челябинск). След края на кариерата си играе за ветераните на Спартак. От ноември 2011 е помощник-треньор на Арсенал Тула.

## Извън футбола
След края на кариерата работи в агенция за недвижими имоти. Също така е бил гост-коментатор на телевизията „НТВ-Плюс“. Футболистът е завършил 4 висши образования.